# 尾身幸次
尾身 幸次（おみ こうじ、1932年〈昭和7年〉12月14日 - 2022年〈令和4年〉4月14日）は、日本の政治家、通商産業・科学技術官僚。位階勲等は正三位旭日大綬章。
衆議院議員（8期）、経済企画庁長官（第54代）、沖縄及び北方対策担当大臣（第2代）、科学技術政策担当大臣（第2代）、財務大臣（第6代）、自由民主党群馬県連会長などを歴任。

## 来歴・人物
群馬県沼田市に8人兄弟の長男として生まれる。家が困窮していたため、少年期は父親の商売を手伝い、しばしば行商にも出た。群馬県立沼田高等学校在学中も家業に従事し、就職コースで簿記等を学んだ。高校2年から進学コースに変更し、1952年に一橋大学商学部入学。奨学金とアルバイトにより、1956年に同大学を卒業し、通商産業省に入省する。同期には、杉山弘（通産事務次官）、野々内隆（資源エネルギー庁長官）、川崎弘（経企審議官、東京電力副社長）、守屋一彦（日本化学繊維協会理事長）など。
科学技術庁原子力局政策課課長補佐を2年間務めたのち、1970年外務省在ニューヨーク日本総領事館領事。1974年、通商産業省通商政策局南アジア東欧課長。1976年、大阪通商産業局総務部長。1978年に中小企業庁小規模企業政策課長、1979年、科学技術庁長官官房総務課長。1981年、中小企業庁指導部長を歴任し、衆院選に出馬するため1982年に退官。翌年末の第37回衆議院議員総選挙に無所属で出馬して初当選。その後自民党入りして福田派に所属し、先の選挙で落選・引退した久保田円次の地盤を引き継いだ。当選同期には田中直紀・熊谷弘・二階俊博・野呂田芳成・額賀福志郎・衛藤征士郎・田中秀征・北川正恭・伊吹文明・自見庄三郎・中川昭一・大島理森・野呂昭彦・鈴木宗男・甘利明などがいる。

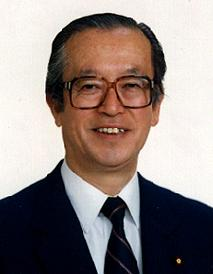
経済企画庁長官時

1990年、大蔵政務次官、1992年、自由民主党商工部会長。当時、科学技術庁出身の唯一の国会議員として科学技術政策に詳しく、商工部会長経験後のポストとしては異例の「格下」にあたる自由民主党科学技術部会長に総務と兼務する形で1993年に就任。1968年に科学技術庁が成立を模索したものの日本社会党や日本学術会議の反対で頓挫した科学技術基本法の策定を試み、高原須美子等の協力を得ながら部会内に科学技術基本問題小委員会を設立して自ら委員長を務めるなどして議員立法により1995年に成立させた。1995年、衆議院大蔵委員長。自由民主党群馬県支部連合会（群馬県連）では、1995年5月から会長を務めた。小選挙区比例代表並立制導入後は平成研究会の佐田玄一郎とコスタリカ方式で共闘。1997年、第2次橋本改造内閣において経済企画庁長官として初入閣。在任中は、ヤオハン、北海道拓殖銀行、山一證券と大企業が次々に破綻する困難な時期だった。1998年自由民主党選挙対策委員長の前身にあたる総務局長に就任。2000年、総裁・森喜朗の下で自民党幹事長代理に就任。
2001年の第1次小泉内閣では沖縄及び北方対策担当大臣兼科学技術政策担当大臣を務め、沖縄科学技術大学院大学設立プロジェクト等にあたる。また大臣時代は訪米中に、アメリカ同時多発テロが発生し、日程を急遽変更してボストンからニューヨークに移動し、現地状況の把握や米国関係者との意見交換や現地日本人の保護等に努めた。2002年自由民主党科学技術創造立国・情報通信研究開発推進調査会会長。
2005年の郵政国会では6月27日の自民党総務会の郵政民営化修正案の了承決議に賛成票を投じた。

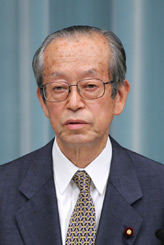
財務大臣就任時の会見

派内では町村信孝と並んで早くから安倍の総裁就任のために奔走し、主に派内のベテラン議員を安倍支持でまとめた。2006年9月26日、安倍内閣で財務大臣に就任。翌年8月の内閣改造で離任。
2007年7月の群馬県知事選挙で自民党公認候補の大沢正明（当選）を積極的に支援しなかったとして自民党群馬県連より次回の国政選挙において県連として党本部に公認申請を出さない、という宣告を受けた。知事選挙の応援よりも長女・尾身朝子の参議院選挙応援を優先させたため、と言われる。だが、一転して2008年1月までに、群馬1区の全県議7人が公認推薦を内諾した。同年2月の前橋市長選で自民党推薦候補を勝たせるために尾身後援会の不満を解消させる目的があるとみられている。
2009年8月30日の第45回衆議院議員総選挙には自民党公認で公明党の推薦を受けて出馬したが小選挙区で敗北。党の73歳定年制により比例北関東ブロックとの重複立候補をしていなかったため議席を失った。同年9月17日、町村派の総会で政界引退を表明した。
2010年4月に旭日大綬章を受章。2006年に特定非営利活動法人STSフォーラムを創立し、同法人の理事長も務める。2013年10月、自身が設立に関わった学校法人沖縄科学技術大学院大学学園理事に就任。公益財団法人天風会理事長、一般社団法人日本経営調査士協会名誉会長も務める。2013年マレーシア工科大学名誉博士、2014年1月ヨーク大学名誉博士、6月ケベック大学名誉博士。2018年2月沖縄科学技術大学院大学名誉博士。
2022年4月14日、肺炎のため東京都内の病院で死去。89歳没。死没日付をもって正三位に叙された。
5月20日に自民党・尾身家合同葬が前橋市のベイシア文化ホールで営まれた。葬儀委員長は安倍晋三。

## 政策
- 選択的夫婦別姓制度の導入に賛成。2001年に党三役に選択的夫婦別姓制度について申し入れをしている[要出典]。
- 沖縄科学技術大学院大学、J-STAGE、産学官連携推進会議、科学技術基本法創設など[21]。

## 政治資金
政治資金パーティ
第1次安倍内閣の財務大臣任期中に開催したパーティの収入が約5340万円であることが産経新聞で報じられている。
国と請負契約を結んだ企業からの献金
2008年6月5日、尾身が代表を務めていた自民党群馬県衆院比例区第2支部が、第43回衆議院議員総選挙公示翌日の2003年10月29日に国（法務省）と請負契約を結んでいた設備工事会社（群馬県高崎市）から100万円の寄付を受けていたことが報じられている。

## 所属団体・議員連盟
- 日韓議員連盟
- 日本会議国会議員懇談会

## 著書
- 『誇れる日本を創る : 決断と情熱の政策論』太陽企画出版、1991年6月15日。
- 『科学技術立国論 : 科学技術基本法解説』読売新聞社、1996年5月。
- 『科学技術で日本を創る』東洋経済新報社、2003年4月。
- 『天風哲学実践記 : 人生を切り拓く』PHP研究所、2010年12月。
- 『成功への実践』日本経営合理化協会出版局、2015年10月。

## 選挙歴
| 当落 | 選挙                   | 執行日         | 選挙区             | 政党       | 得票数     | 得票率 | 定数 | 得票順位 /候補者数 | 政党内比例順位 /政党当選者数 |
| ---- | ---------------------- | -------------- | ------------------ | ---------- | ---------- | ------ | ---- | ------------------ | ---------------------------- |
| 当   | 第37回衆議院議員総選挙 | 1983年12月18日 | 旧群馬1区          | 無所属     | 7万7381票  | 23.23% | 3    | 1/7                | /                            |
| 当   | 第38回衆議院議員総選挙 | 1986年07月06日 | 旧群馬1区          | 自由民主党 | 10万3783票 | 28.92% | 3    | 1/5                | /                            |
| 当   | 第39回衆議院議員総選挙 | 1990年02月18日 | 旧群馬1区          | 自由民主党 | 9万1583票  | 24.31% | 3    | 2/5                | /                            |
| 当   | 第40回衆議院議員総選挙 | 1993年07月18日 | 旧群馬1区          | 自由民主党 | 8万5048票  | 24.39% | 3    | 1/6                | /                            |
| 当   | 第41回衆議院議員総選挙 | 1996年10月20日 | 群馬1区            | 自由民主党 | 11万103票  | 49.89% | 1    | 1/4                | /                            |
| 比当 | 第42回衆議院議員総選挙 | 2000年06月25日 | 比例北関東ブロック | 自由民主党 |            |        | 20   | /                  | 4/7                          |
| 当   | 第43回衆議院議員総選挙 | 2003年11月09日 | 群馬1区            | 自由民主党 | 13万242票  | 60.49% | 1    | 1/3                | /                            |
| 比当 | 第44回衆議院議員総選挙 | 2005年09月11日 | 比例北関東ブロック | 自由民主党 |            |        | 20   | /                  | 1/9                          |
| 落   | 第45回衆議院議員総選挙 | 2009年08月30日 | 群馬1区            | 自由民主党 | 10万9846票 | 42.97% | 1    | 2/5                | /                            |